# 鎖港坤元寺
鎖港坤元寺，或稱小管港坤元寺，俗稱後廟，台灣澎湖縣馬公市廟宇，主祀觀世音菩薩，嵵裡澳角頭廟之一，鎖港里公廟。

## 沿革
「鎖港」位於馬公市圓頂半島（澎南地區）東南側，面朝台灣海峽，自古以盛產「小管」聞名，故居民習稱「小管港」，但長期被訛寫作「鎖管港」，清領時期隸屬「嵵裡澳」管轄，日治時期作「鎖管港鄉」；二戰之後，短暫與聚落北鄰的「鐵線尾」合併，改作「鎖鐵里」，後又拆分，今稱「鎖港里」，面積1.79平方公里。
鎖港居民以鎖港北極殿（古作鎖港池王廟）為信仰中心，居民習稱為「前廟」，鎖港坤元寺則因地理位置位在鎖港北極殿廟身的後方，故俗稱作「後廟」，廟身同北極殿，皆是坐東北朝西南。

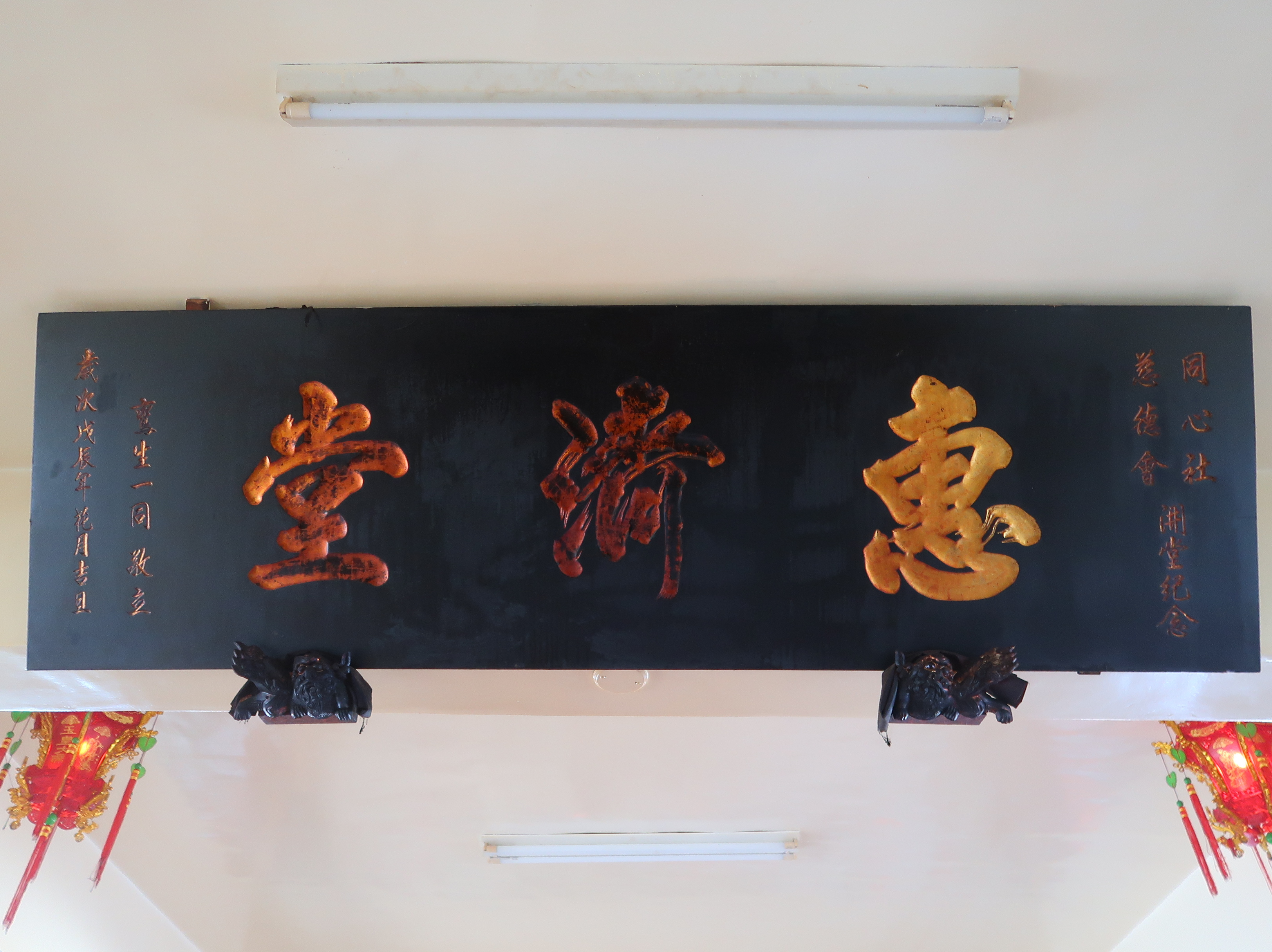
惠濟堂匾額，敬獻於1988年。

鎖港坤元寺相傳開基於康熙31年（1692年），確切創建年份不詳，僅知於清領時期便成為澎南地區的民間佛教信仰中心，廟宇建築整修年份在清領時期、日治時期皆失載，民國36年（1947年）為已知最早的整修文字紀錄。民國75年（1986年），鎖港居民發起重建，並成立重建委員會，集結地方善士捐款，總計斥資新台幣六百餘萬元，順利於民國76年（1987年）竣工，即為今貌。
鎖港坤元寺為二層樓建築，樓上供奉觀音佛祖，樓下不僅做為佛道宗教合用的辦公署（即鎖港北極殿與坤元寺財團委員會），亦作為培訓新鸞手的鸞堂所用。鎖港坤元寺之鸞堂開辦於民國77年（1988年），由原鎖港北極殿「同化社訓善堂」的正鸞手許媽榮和陳得地來坤元寺成立，堂號為「惠濟堂」。
坤元寺惠濟堂亦有著造善書，分別於民國77年（1988年）的《正風明道》、民國79年（1990年）的《正風明道續集》、民國85年（1996年）的《引世明燈》和民國88年（1999年）的《引世明燈續集》，共計出版四部善書。

## 圖輯

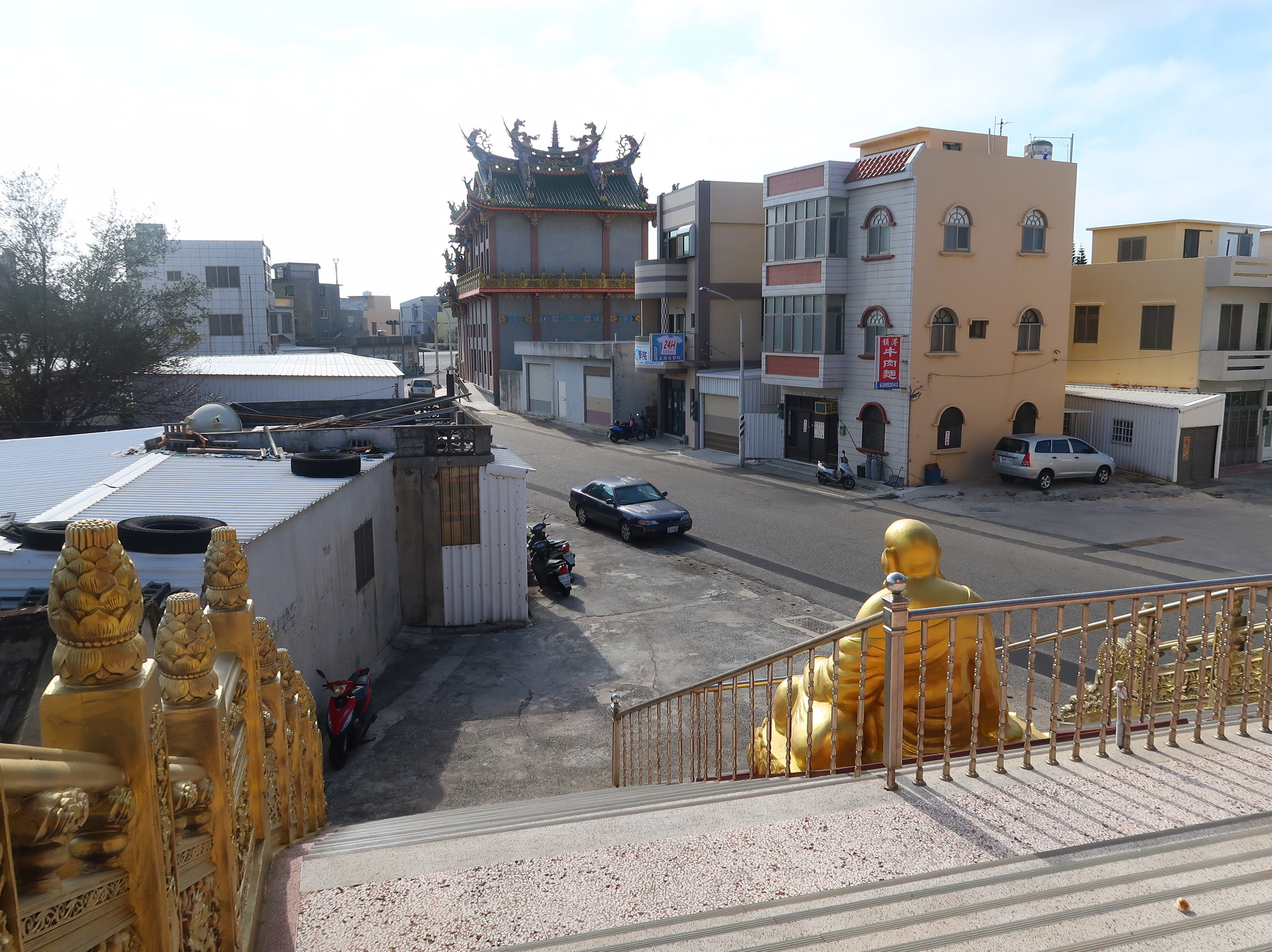
坤元寺廟埕，前方即北極殿
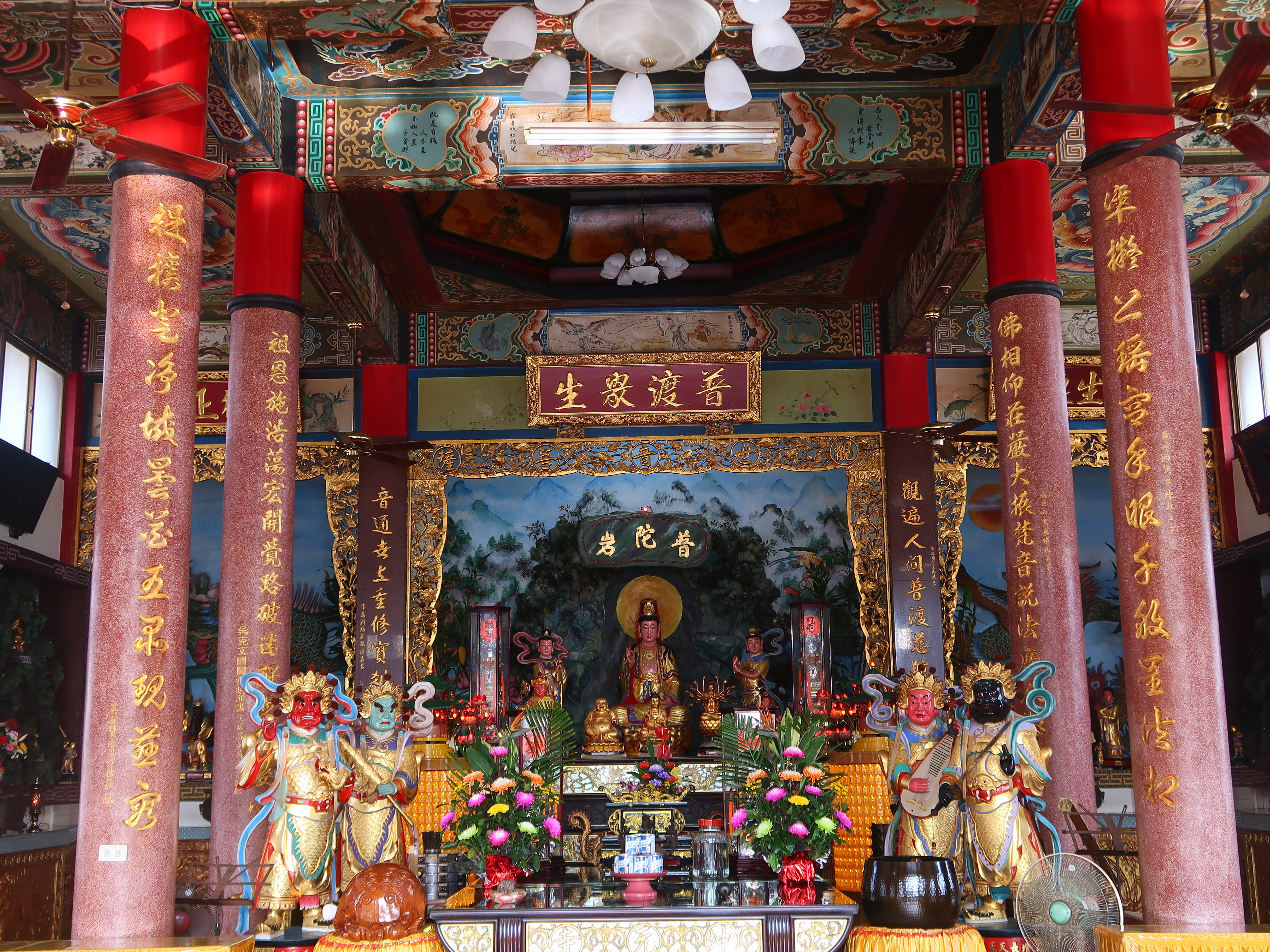
坤元寺神明廳
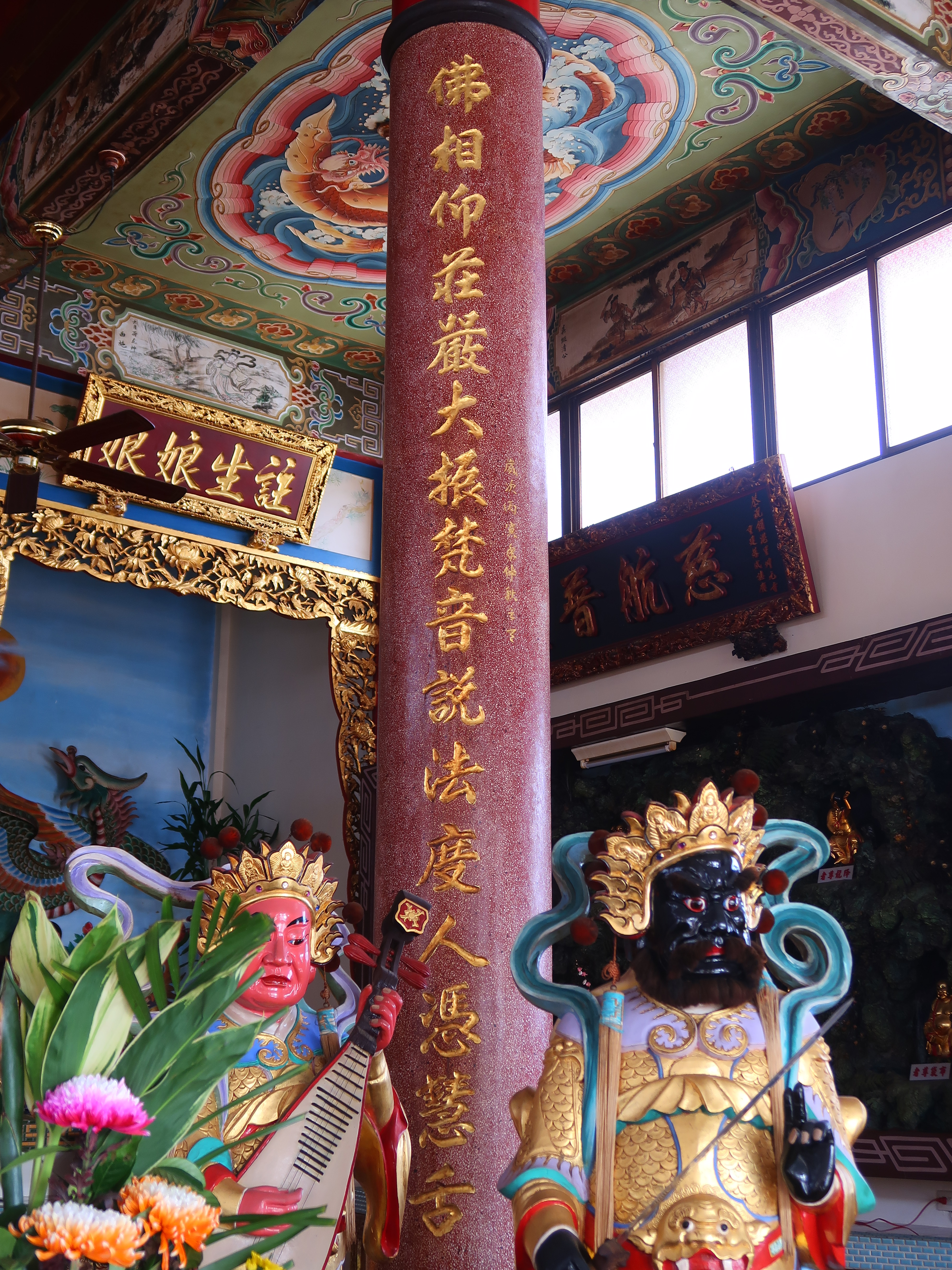
吳克文楹聯
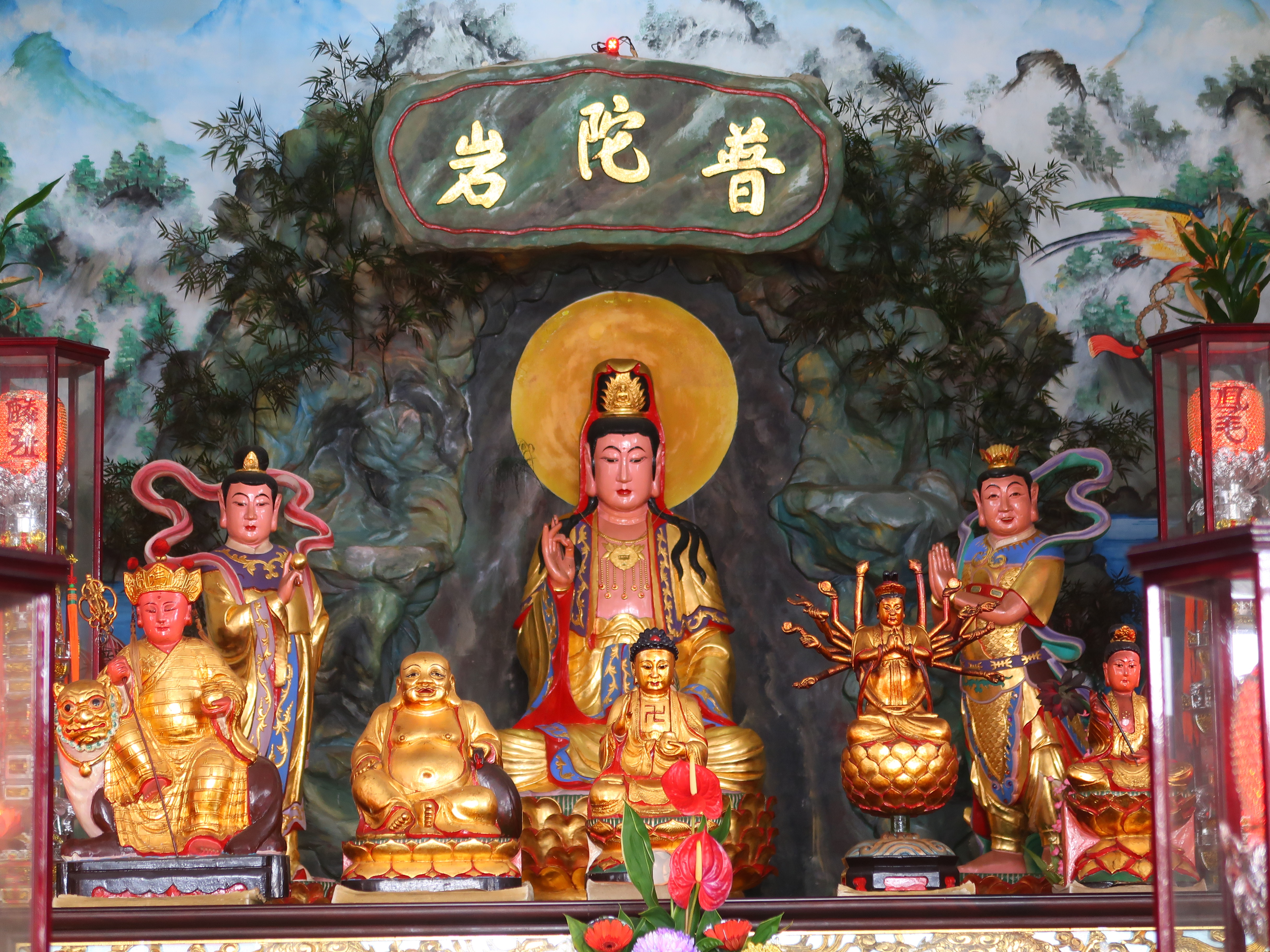
觀世音菩薩
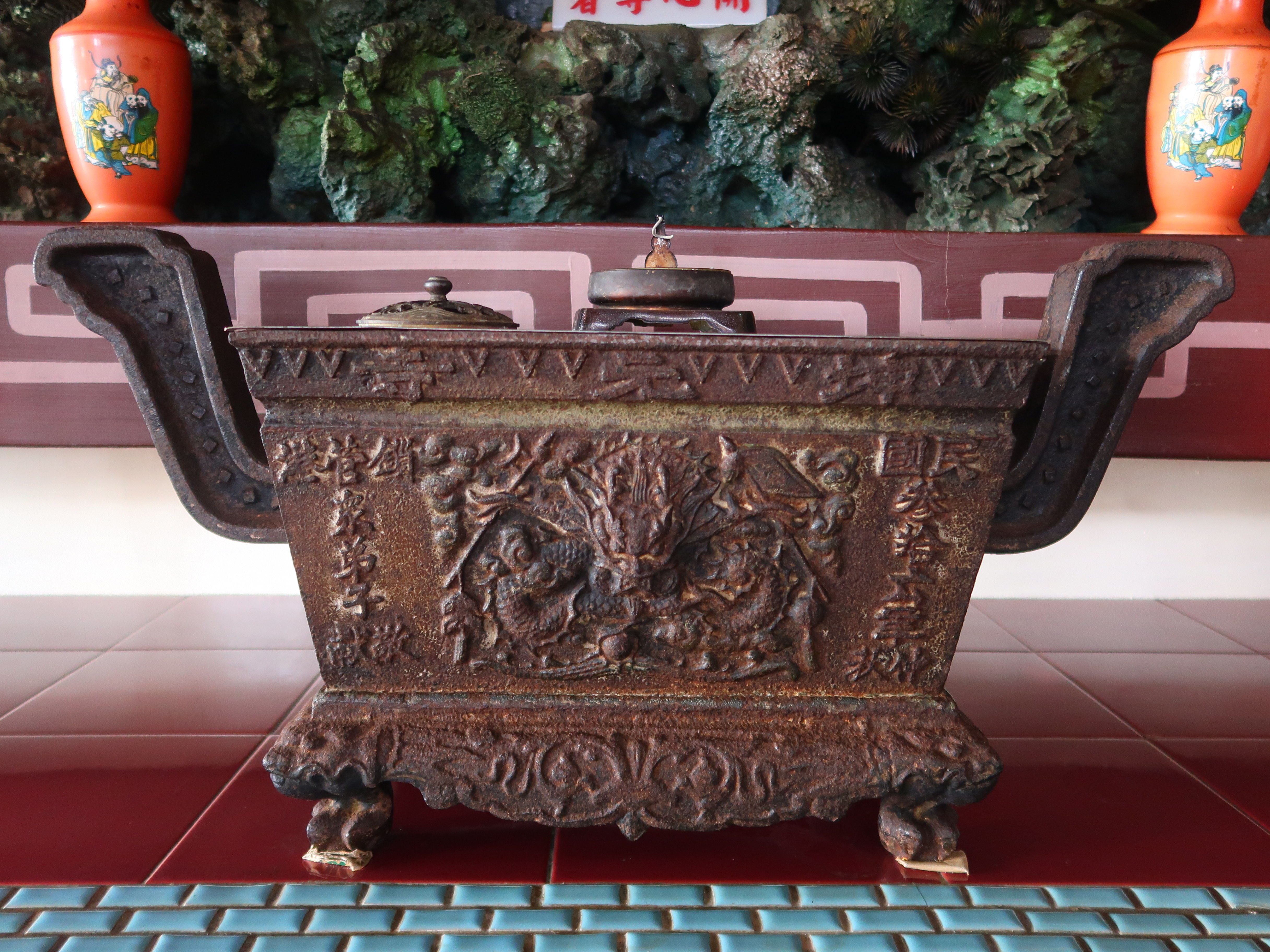
1947年鎖管港弟子敬獻的燻爐
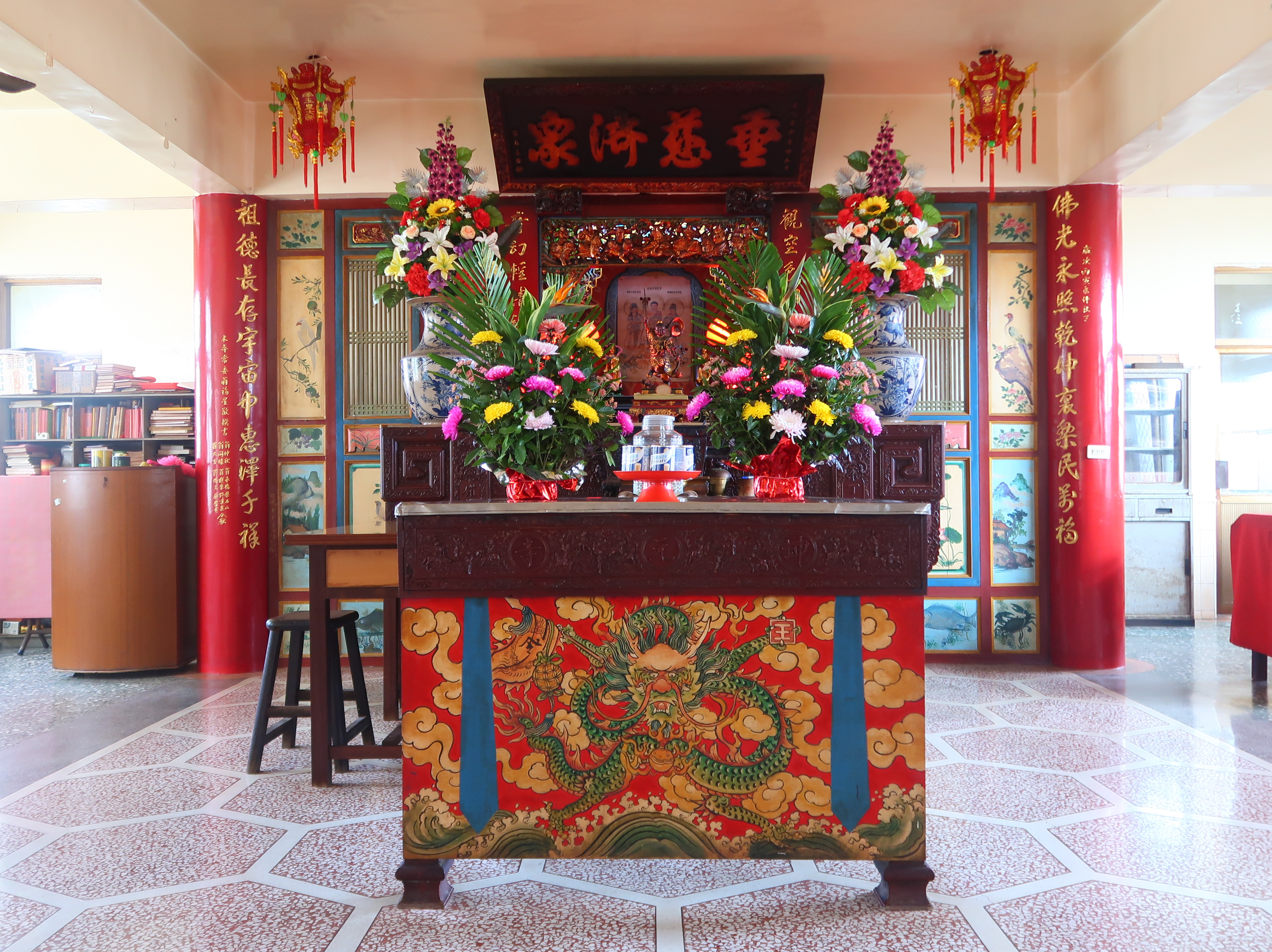
惠濟堂
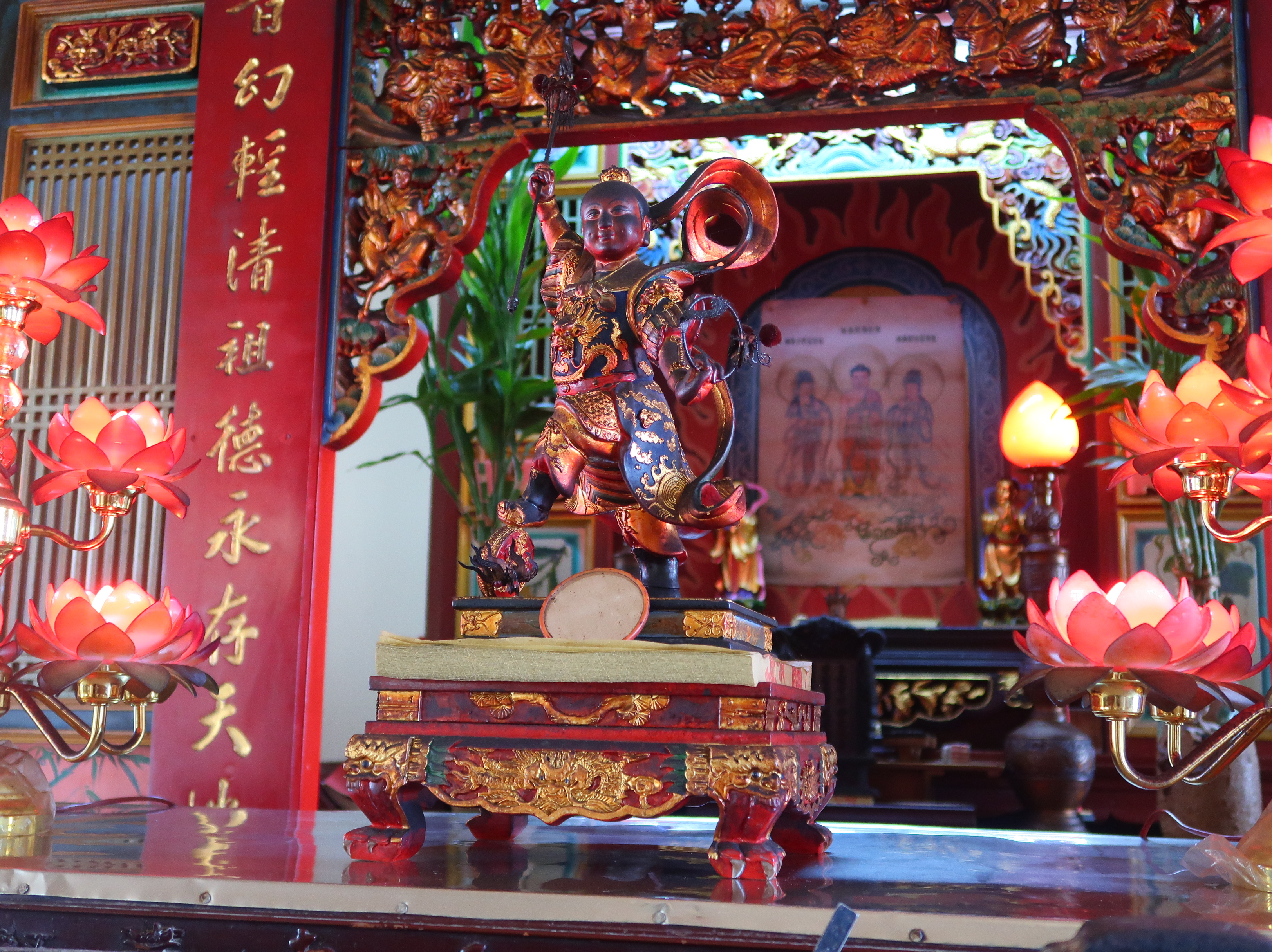
惠濟堂神案